# Hugo Hamilton (1821–1892)
Bengt Hugo Archibald Hamilton, född 20 april 1821 i Husaby församling, Skaraborgs län, död där 30 november 1892, var en svensk greve, militär, kammarherre, godsägare och riksdagspolitiker.
Hugo Hamilton var ägare till godsen Hjälmsäter och Blomberg i Skaraborgs län. Som riksdagsman var han ledamot av första kammaren 1866-1875, invald i Skaraborgs läns valkrets.